# Aradus fuscomaculatus
Aradus fuscomaculatus är en insektsart som beskrevs av Carl Stål 1859. Aradus fuscomaculatus ingår i släktet Aradus och familjen barkskinnbaggar. Inga underarter finns listade i Catalogue of Life.